# La Gripperie-Saint-Symphorien
La Gripperie-Saint-Symphorien é uma comuna francesa na região administrativa da Nova Aquitânia, no departamento de Charente-Maritime. Estende-se por uma área de 18,16 km². Em 2010 a comuna tinha 601 habitantes (densidade: 33,1 hab./km²).